# Ophiomyia dissimilis
Ophiomyia dissimilis este o specie de muște din genul Ophiomyia, familia Agromyzidae, descrisă de Spencer în anul 1973.
Este endemică în Venezuela. Conform Catalogue of Life specia Ophiomyia dissimilis nu are subspecii cunoscute.